# Plazaster borealis
Plazaster borealis är en sjöstjärneart som först beskrevs av Uchida 1938.  Plazaster borealis ingår i släktet Plazaster och familjen Labidiasteridae. Inga underarter finns listade i Catalogue of Life.